# (36184) Pavelbožek
1999 TQ17 (asteroide 36184) é um asteroide da cintura principal. Possui uma excentricidade de 0.14809550 e uma inclinação de 0.41537º.
Este asteroide foi descoberto no dia 14 de outubro de 1999 por Lenka Kotková em Ondřejov.